# INTO THE PURGATORY
『INTO THE PURGATORY』（イントゥー・ザ・パーガトリー）は、GALNERYUSの12枚目のオリジナル・アルバム。

## 概要
前作『ULTIMATE SACRIFICE』以来、約2年ぶりの作品であり、CDのみの通常盤と、Tシャツなどのグッズが付属した初回限定盤2仕様の計3仕様で発売された。
アルバム名についてはSYU曰く「絶望感」や「闇を彷徨うような雰囲気とか、曲が出てくるなかでそういう作風にしたいな」との事で、早い段階で決めたという。ただ、そうした「ダークさ」や「絶望感」の中でも、決して前向きな気持ちも忘れずに制作した、との事。
元々は『UNDER THE FORCE OF COURAGE』『ULTIMATE SACRIFICE』に続く、3部作の最終章として制作される予定であったが、作風が似通ってしまうのを避け、一曲一曲をキラーチューンとした事と、メジャーデビュー15周年というアニバーサリーイヤーの記念盤という意味合いも兼ねて、あえてコンセプトアルバムではない、従来通りのアルバムの作り方にしたという。
本作の発売に先駆け、10月16日に｢THE FOLLOWERS｣のミュージック・ビデオの公開と、各音楽配信サイトでの先行配信が開始された。

## 収録曲
| #         | タイトル                  | 作詞           | 作曲      | 時間  |
| --------- | ------------------------- | -------------- | --------- | ----- |
| 1.        | 「PURGATORIAL FLAME」     | (instrumental) | Syu       | 2:52  |
| 2.        | 「MY HOPE IS GONE」       | SYU            | SYU       | 7:00  |
| 3.        | 「FIGHTING OF ETERNITY」  | SHO            | YUHKI     | 6:28  |
| 4.        | 「GLORY」                 | TAKA           | SYU       | 5:50  |
| 5.        | 「NEVER AGAIN」           | SYU、TAKA      | SYU       | 7:21  |
| 6.        | 「THE FOLLOWERS」         | TAKA           | SYU       | 5:06  |
| 7.        | 「COME BACK TO ME AGAIN」 | SHO            | SYU       | 5:57  |
| 8.        | 「REMAIN BEHIND」         | SHO            | SYU       | 6:22  |
| 9.        | 「THE END OF THE LINE」   | SYU            | SYU       | 8:56  |
| 10.       | 「ROAMING IN MY MEMORY」  | (instrumental) | SYU       | 2:35  |
| 合計時間: | 合計時間:                 | 合計時間:      | 合計時間: | 58:27 |

### 曲解説
1. PURGATORIAL FLAME
インストゥルメンタル曲。
2. MY HOPE IS GONE
3. FIGHTING OF ETERNITY
歌詞はSHOの好きな「ブラックバス釣り」がテーマになっている[7]。
4. GLORY
TAKAが単独で作詞を手掛けた中では初めてとなる、日本語詞を取り入れた楽曲である。
5. NEVER AGAIN
SYUが尊敬するLOUDNESSの、『SOLDIER OF FORTUNE』をGALNERYUSでやったらどうなるんだろう、というアイデアから生まれた曲[9]。
ラストの英詞はTAKAによるもの[10]。
6. THE FOLLOWERS
本作で唯一の全編英語詞曲。MVが作られたが、これはSYU曰く「ガルネリっぽくない曲」で、TAKAが作詞を務めたり、ベースソロが入っていたり、SHOのオペラチックな歌い方だったり、YUHKIのパイプオルガン風な音や、7弦ギターを使ったり[注 1]など、新しいことだらけな曲だったのでMVにした、との事[8]。また、SHOの歌唱法については、一昨年にリリースされたソロアルバム『VS』収録の「A Question Of Honour」(サラ・ブライトマンのカバー)を聴いた事がキッカケだという[11]。
7. COME BACK TO ME AGAIN
「THE FOLLOWERS」同様、7弦ギターを使用した楽曲[10]。
8. REMAIN BEHIND
9. THE END OF THE LINE
本作では最長となる約9分の楽曲。SYU曰く「THE FLAG OF REINCARNATION」みたいな曲との事で[10]、GALNERYUS史上最長となる、1分以上にわたるギターとキーボードのユニゾンやハモリパートも存在する[7]。
10. ROAMING IN MY MEMORY
インストゥルメンタル曲。